# Midlicher Mühlenbach
Der Midlicher Mühlenbach (im Oberlauf Kuse Becke / Kusebach) ist ein fast 15 Kilometer langer und orografisch linker Nebenfluss des Wienbachs in Nordrhein-Westfalen. Er entwässert mit 33,65 km² mehr als die Hälfte des Einzugsgebiets des Wienbachs (66,20 km²), dessen System fast die Hälfte des EZG des Hammbachs (147,56 km²) ausmacht, eines nominell direkten Zuflusses der Lippe.

## Verlauf
Der Bach entspringt als Kuse Becke oder auch Kusebach südwestlich des Rekener Ortsteils Groß Reken und fließt in südliche Richtung an Bahnhof Reken vorbei und durch Klein Reken. Als Midlicher Mühlenbach erreicht er weiter südlich den Dorstener Ortsteil Wulfen, fließt am Barkenbergsee vorbei und mündet dann nach 14,9 km in den Wienbach.

## Regulierungen
Das Bachbett wurde um 1900 begradigt. Um 1970 wurde der Lauf im Bereich Wulfen für das Städtebauprojekt Neue Stadt Wulfen teilweise verlegt und das Grundwasser abgesenkt. Seit 2010 wird der Bach nicht mehr unterhalten, sondern sich selbst überlassen, Anfang 2013 wurde ein Teil renaturiert.

## Hochwasserrisiko
Der Bach ist als Risikogewässer eingestuft.